# Реставрация Кэмму

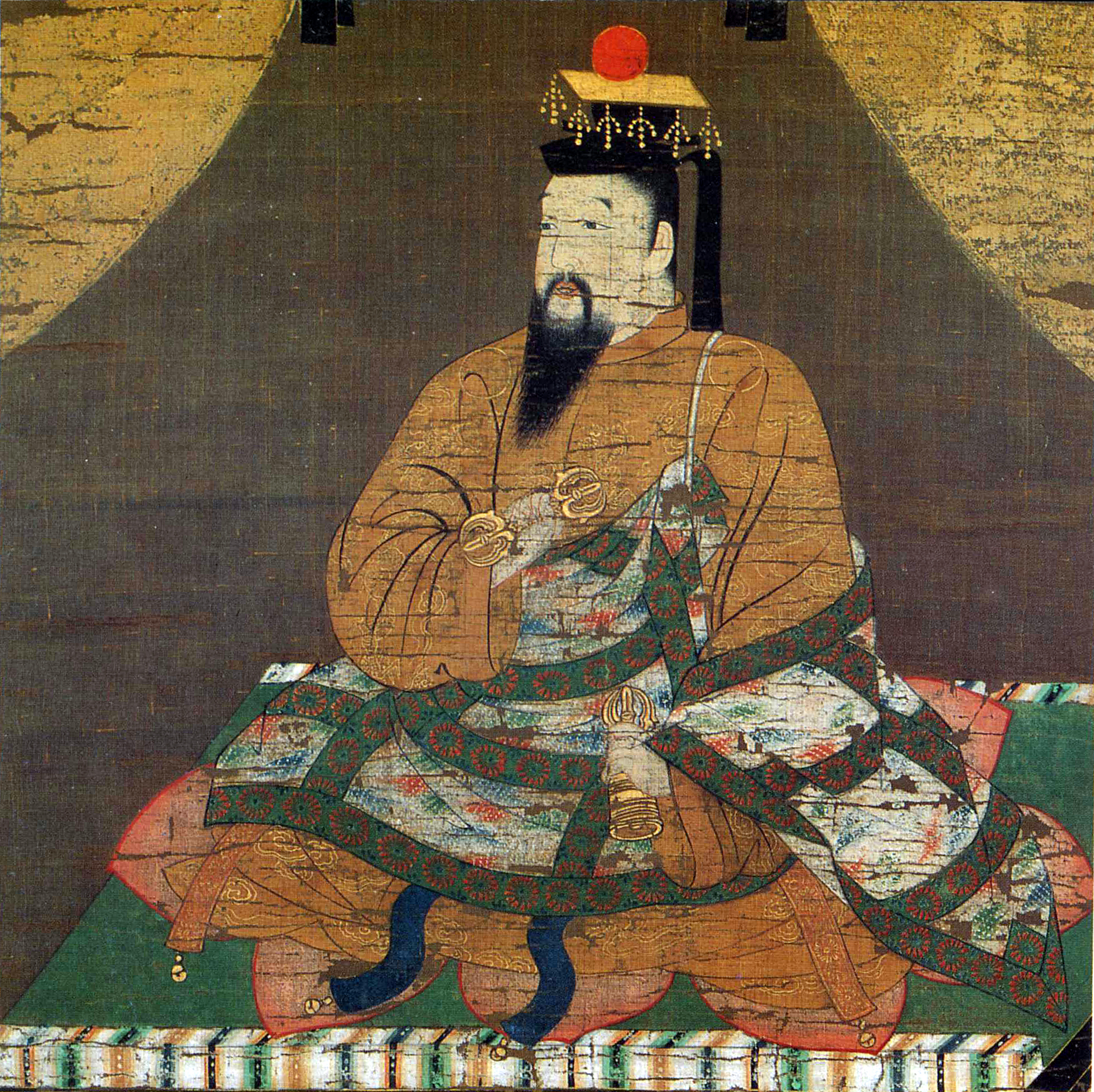
Прижизненный портрет Императора Го-Дайго.

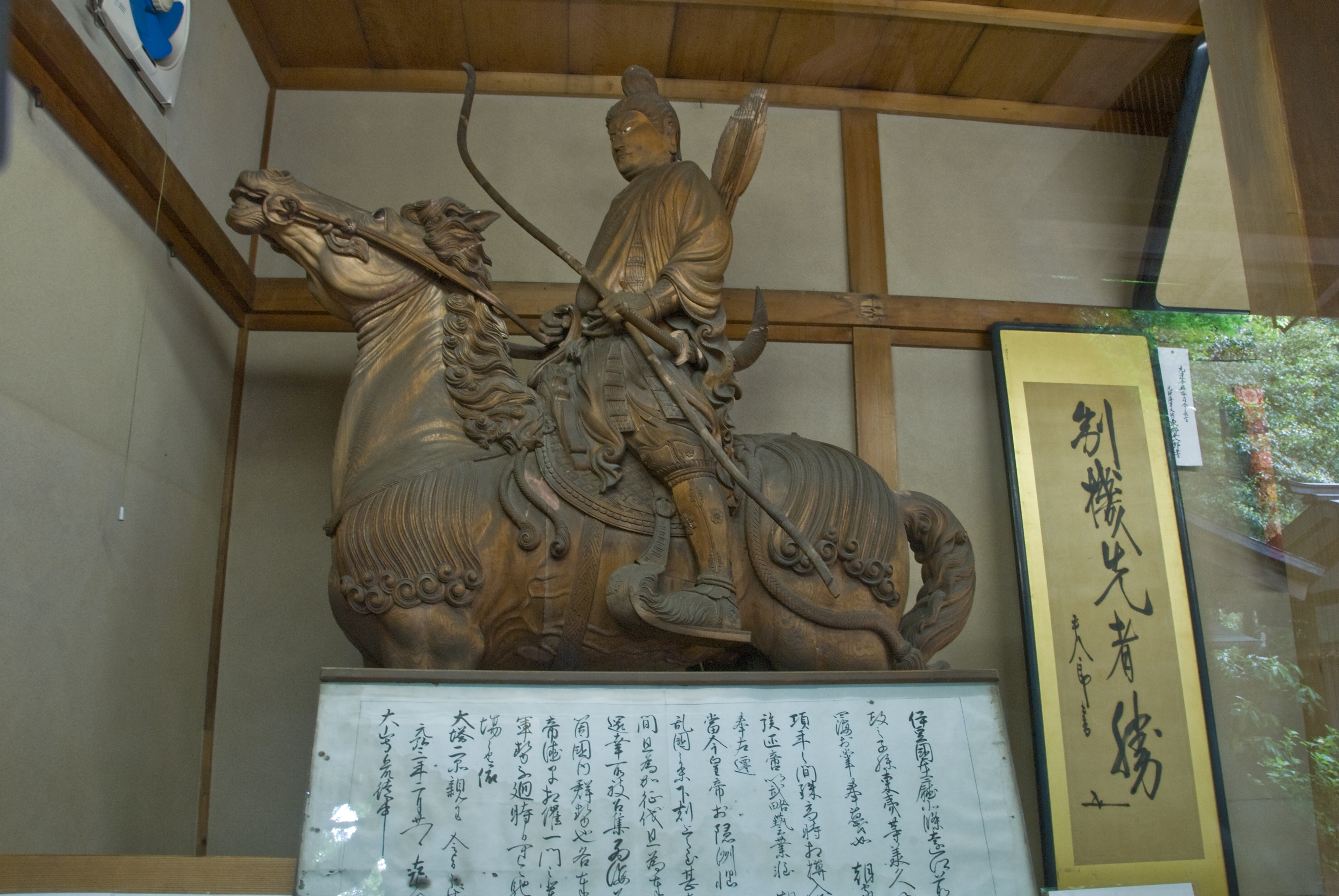
Принц Мориёси

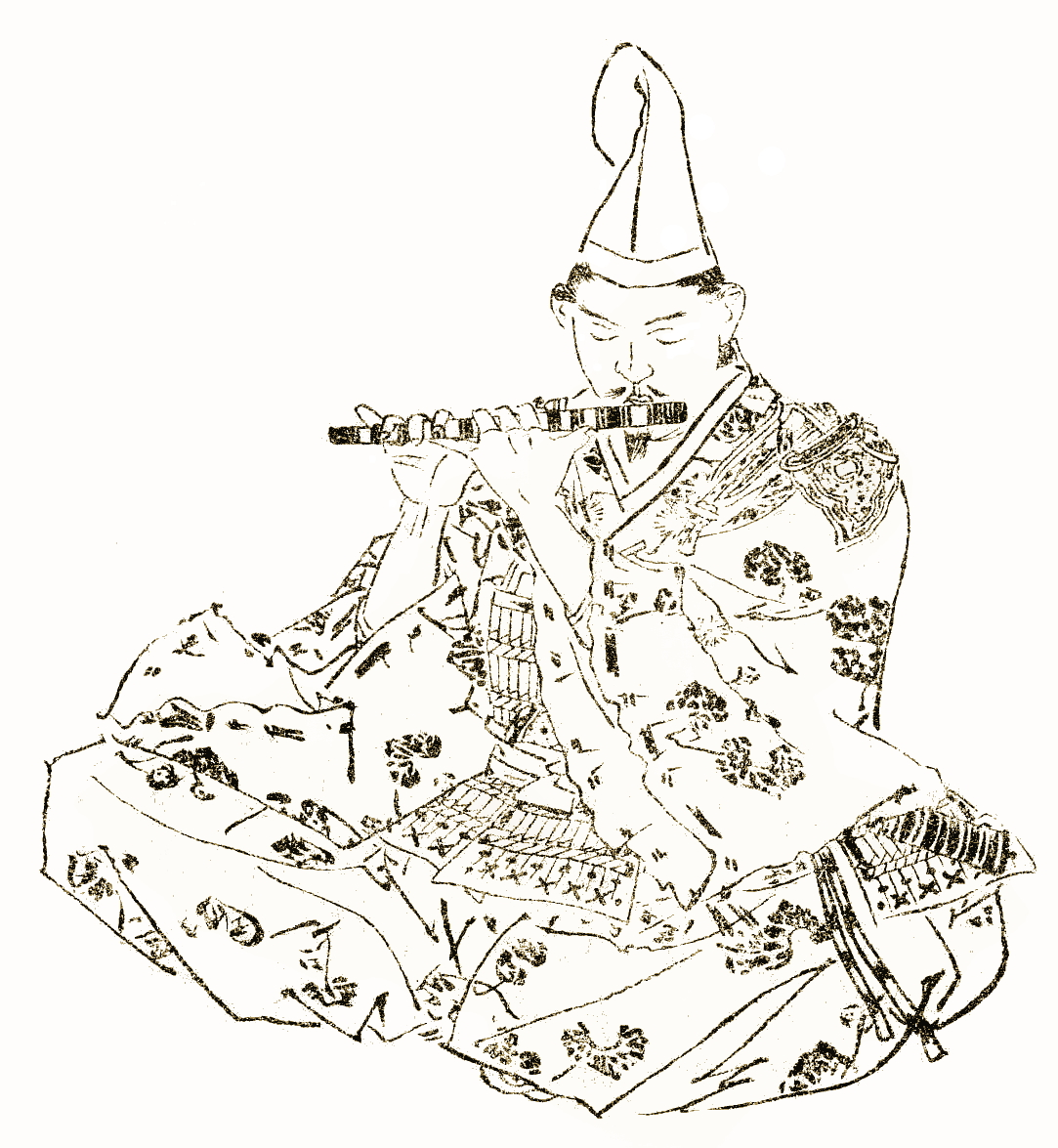
Нитта Ёсисада

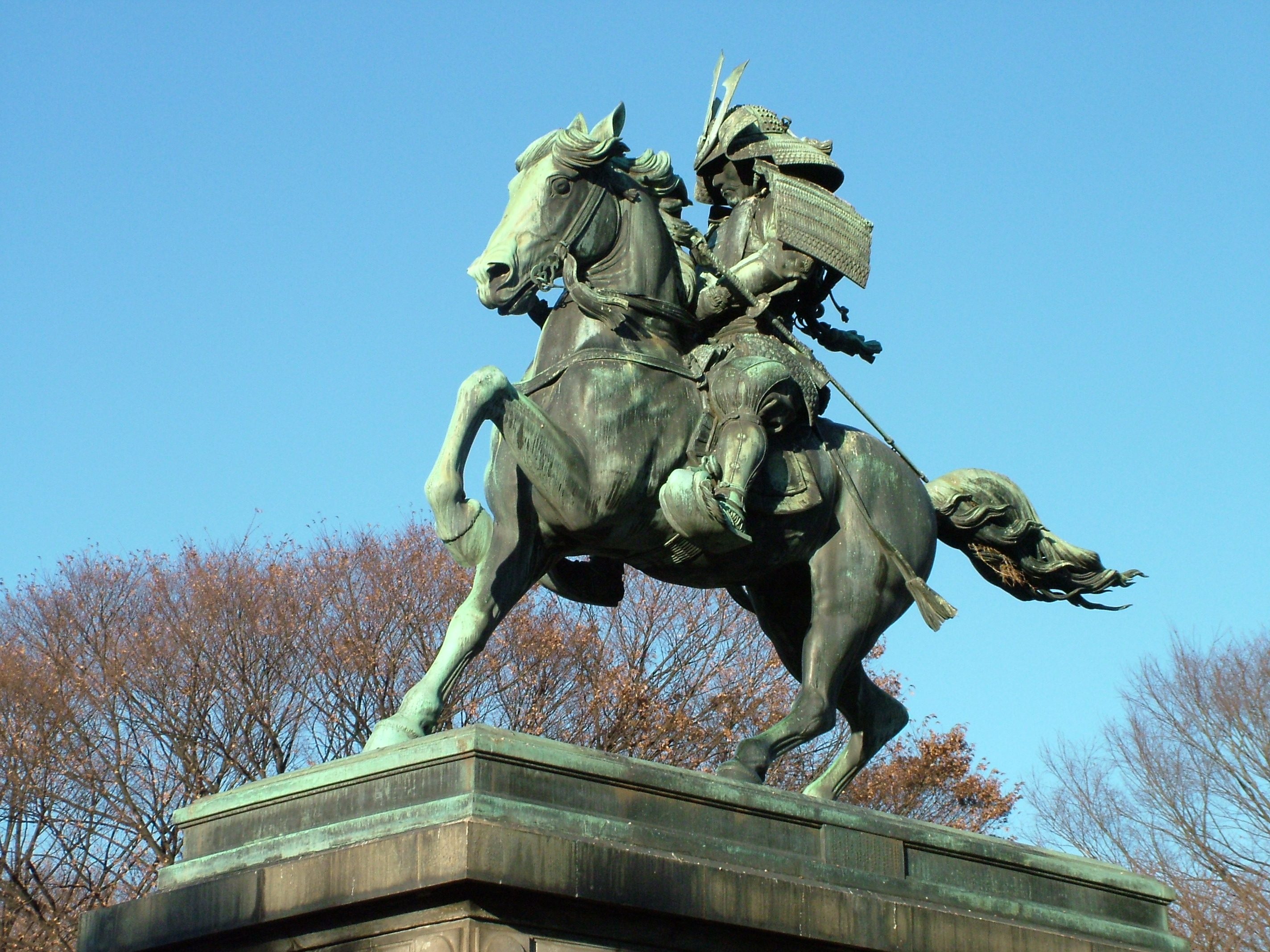
Кусуноки Масасигэ

Реставрация Кэмму (яп. 建武新政, Кэмму но синсэй — «Новое правление лет Кэмму»; 1333—1336) — трёхлетний период абсолютистского правления императора Го-Дайго в истории Японии, который сопровождался реформами, призванными вернуть Японию к централизованной монархии образца IX — X веков. Закончился крахом реформ, восстанием самураев под руководством Асикага Такаудзи и расколом императорского дома на две династии. Назван по девизу императорского правления Кэмму. В японской историографии до 1945 года именовался Возрождением Кэмму (яп. 建武中興, けんむちゅうこう).

## Причины
Реставрация Кэмму была обусловлена политической деградацией Камакурского сёгуната как правительства, деспотией глав этого правительства в лице рода Ходзё, борьбой за власть между столичными аристократами и провинциальными самураями, высоким уровнем преступности и конфликтом между двумя ветвями императорского дома — ветвью Дайкакудзи и ветвью Дзимёин — вокруг наследования императорского трона. На этом фоне император Го-Дайго, который взошёл на престол в 1318 году, решил организовать подготовку восстания против сёгуната с целью восстановления порядка в стране. В 1321 году он покончил с двоевластием в императорском доме, упразднив институт инсэй, двор бывшего императора и собрал группу единомышленников из числа аристократии и духовенства. Под прикрытием лекций по чжусианству, император проводил совещания с Ёсидой Садафусой, Маденокодзи Нобуфусой, Китабатакэ Тикафусой, Хино Сукэтомо и Хино Тоситомо, на которых обсуждал планы свержения старого режима. Однако в октябре 1324 года сёгунат узнал о подготовке мятежа и арестовал всех сообщников Императора. Несмотря на это, последний не сдался и продолжал тайно агитировать японское самурайство вступать в ряды его армии для свержения деспотов Ходзё. Император имел секретное соглашение с монахами-воинами монастырей Кофукудзи и Энрякудзи, а также вассалами Камакурского сёгуната, Асикага Такаудзи и Нитто Ёсисадою, о совместных действиях в случае восстания. Однако 1331 году оно снова сорвалось из-за доноса Ёсиды Садафусы. Войска сёгуната арестовали Хино Тосимото, монахов Энкана и Монкана, но упустили Императора. Он бежал из столицы на юг, в городок Касаги, где обратился за помощью к местной знати и разбойникам. По призыву Императора отозвался главарь разбойников провинции Кавати, Кусуноки Масасигэ, который собрал войска в несколько тысяч человек в замке Акасака. Однако сёгунат выслал против Касаги и Акасака двухсоттысячную армию, которая за несколько дней взяла оба укрепления и пленила мятежного монарха. В следующем, 1332 году, император Го-Дайго был сослан на острова Оки.
Даже из ссылки монарх продолжал поддерживать связи с повстанческими силами, которые в декабре 1332 году снова восстали в местности Ёсино под руководством его сына, принца Мориёси, в замке Тихая под руководством Кусуноки Масасигэ. От имени отца, принц разослал обращение к монастырям и местной знати выступить вместе против Камакуры. На этот раз восстание охватило всю Японию, что позволило Императору ускользнуть из ссылки и в марте 1333 года прибыть в порт Нава провинции Хоки (современный посёлок Дайсэн в префектуре Симане). При содействии местного властителя, Навы Нагатоси, он издал указ, в котором провозглашал «врагами трона» род Ходзё и призвал японских военных свергнуть Камакурский сёгунат. Последний выслал карательную армию против повстанцев во главе с полководцем Асикагой Такаудзи, который однако в конце мая 1333 перешёл на сторону императора. Это вызвало цепную реакцию в регионах страны и к повстанцам присоединились влиятельные роды Юки из провинции Муцу, Огасавара из провинции Синано, Симадзу из провинции Сацума и другие. В начале июня того же года войска Асикага Такаудзи захватили японскую столицу Киото и ликвидировали в ней Камакурских чиновников — ведомство столичного рокухарского наместника. В это время, в регионе Канто взбунтовался Нитта Ёсисада, который за полмесяца взял Камакуру и уничтожил сёгунат.

## Течение

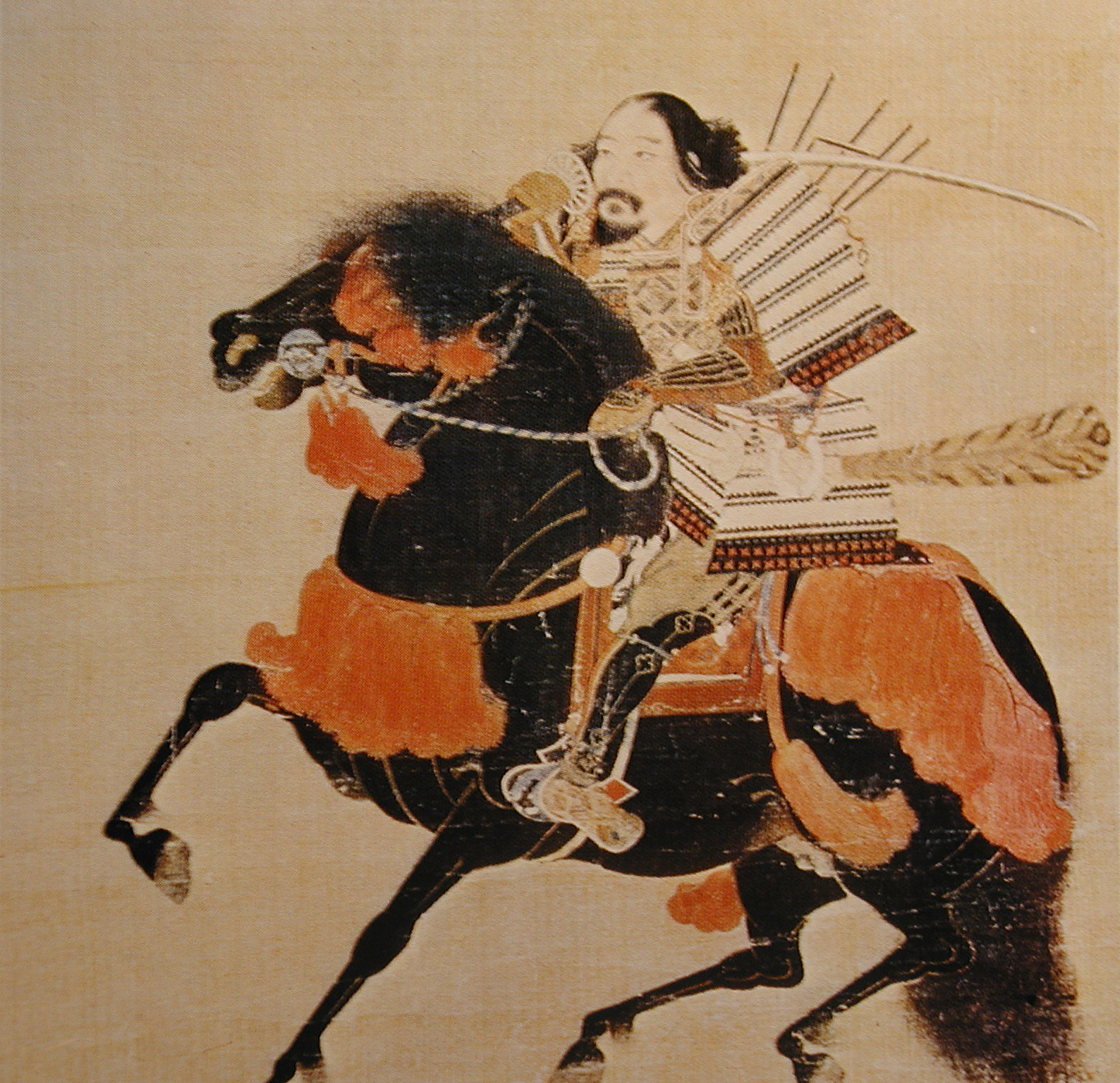
Самурай на коне. Портрет Асикага Такаудзи.

В июле 1333 году Император Го-Дайго триумфально вернулся в столицу. Он издал приказы о награждении участников восстания титулами и о возвращении конфискованных сёгунатом земель их бывшим владельцам. Император считал, что идеалом построения новой системы власти должна стать модель абсолютной монархии времён правления императоров Дайго и Мураками, а потому повёл курс на централизацию и реставрацию авторитета императорского двора. Одним из первых шагов на этом пути было издание указа, по которому владельцы земельных наделов должны были пройти в индивидуальном порядке процедуру подтверждения императором своего права на владение землёй. Фактически, Император определялся как изначальный обладатель всей земли, выдававший подвергнутым разрешение на пользование земляными наделами за службу на неопределённый срок. Эта идея подрывала существующие представления о владении землёй, вызвала возмущение значительной части провинциальной знати и вызвала хаос в японской столице, куда беспрестанно прибывали самураи разных чинов с целью переоформления своих земельных владений. В результате император Го-Дайго издал новый указ-поправку, согласно которому вопросом о подтверждении прав на владение старыми землями занимались кокуси, а Император только предоставлял новые земли из земельного фонда уничтоженного рода Ходзё.
В октябре 1333, в начале реставрации, Император основал новые органы центральной власти: Ведомство записей (яп. 記録所), которое занималась судебными исками о подтверждении прав на землевладение, Ведомство жалоб (яп. 雑訴决断所), которое решало имущественные и финансовые споры между участниками антисёгуновского восстания, председателями имений Дзито и крестьянами, и Ведомство воинов (武者所), которое обеспечивало охрану правопорядка в Киото и охрану Императорского дворца. Однако из-за растущего количества жалоб и нехватки квалифицированных кадров эти органы не работали должным образом, что вызвало у населения разочарование новой властью.
В регионах Император восстановил провинциальные администрации кокуго и администрации военных губернаторов сюго , которые занимались сбором дани и наблюдением за правопорядком. В провинции Муцу и регионе Канто были установлены 2 сёгуната с центрами в замке Тага и Камакура, напрямую зависели от главы государства. В ноябре 1333 сёгуном Таги был назначен принц Нориёси, который отправился на место службы с советником Китабатакэ Тикафусой, а в январе 1334 года сёгуном Камакуры был назначен принц Мориёси, который отправился в свою ставку в сопровождении Асикага Тадаёси. В феврале 1334 году в провинции Муцу был создан совет сёгуната, Политическое ведомство, Самурайское ведомство, Управление монастырей и святилищ и Управление подтверждения землевладений. В одночасье в регионе Канто были установлены 10 главных администраций 10 провинций региона.
Создание двух сёгунатов на востоке и севере Японии было следствием конфликта между императором Го-Дайго и Асикага Такаудзи. Последний получил титул главы провинции Мусаси (яп. 武蔵国), но был лишён должности в правительстве. Несмотря на это, Такаудзи осел в Киото, в разрушенном им доме Рокухарского инспектора, и стал единолично заниматься проблемами самураев, формируя из них собственное войско. Его столкновение с монархом было делом времени.
В феврале 1334 году император изменил девиз правления на «Кэмму» и приказал отреставрировать императорский дворец, чтобы продемонстрировать своё величие. Он также планировал начать изготавливать собственную монету и выпускать бумажные деньги. Император переподчинил себе доходы с земель синтоистских святилищ и ликвидировал таможни на больших дорогах, которые давали доходы местной знати. В июне 1334 он издал декрет благодатного правления, по которому отменил все долги аристократии. Впрочем, меры Императора успеха не имели: самураи были не удовлетворены размером вознаграждения за участие в антисёгунатовском восстании, крестьяне и мещане жаловались на увеличение налогов в связи с ремонтом Дворца, а в правительстве продолжались междоусобицы. Страна постепенно становилась неуправляемой. С июня по сентябрь того же года в провинции Вакаса продолжались крестьянские волнения, а в ноябре по подозрению в государственной измене был арестован принц Мориёси. В июне 1335 года Императорская служба безопасности раскрыла подготовку государственного переворота под руководством аристократа Сайондзи Кинмунэ, а в следующем месяце на востоке Японии произошло восстание участников ликвидированного сёгуната во главе с Ходзё Такаюки, которому удалось захватить Камакура.

## Завершение

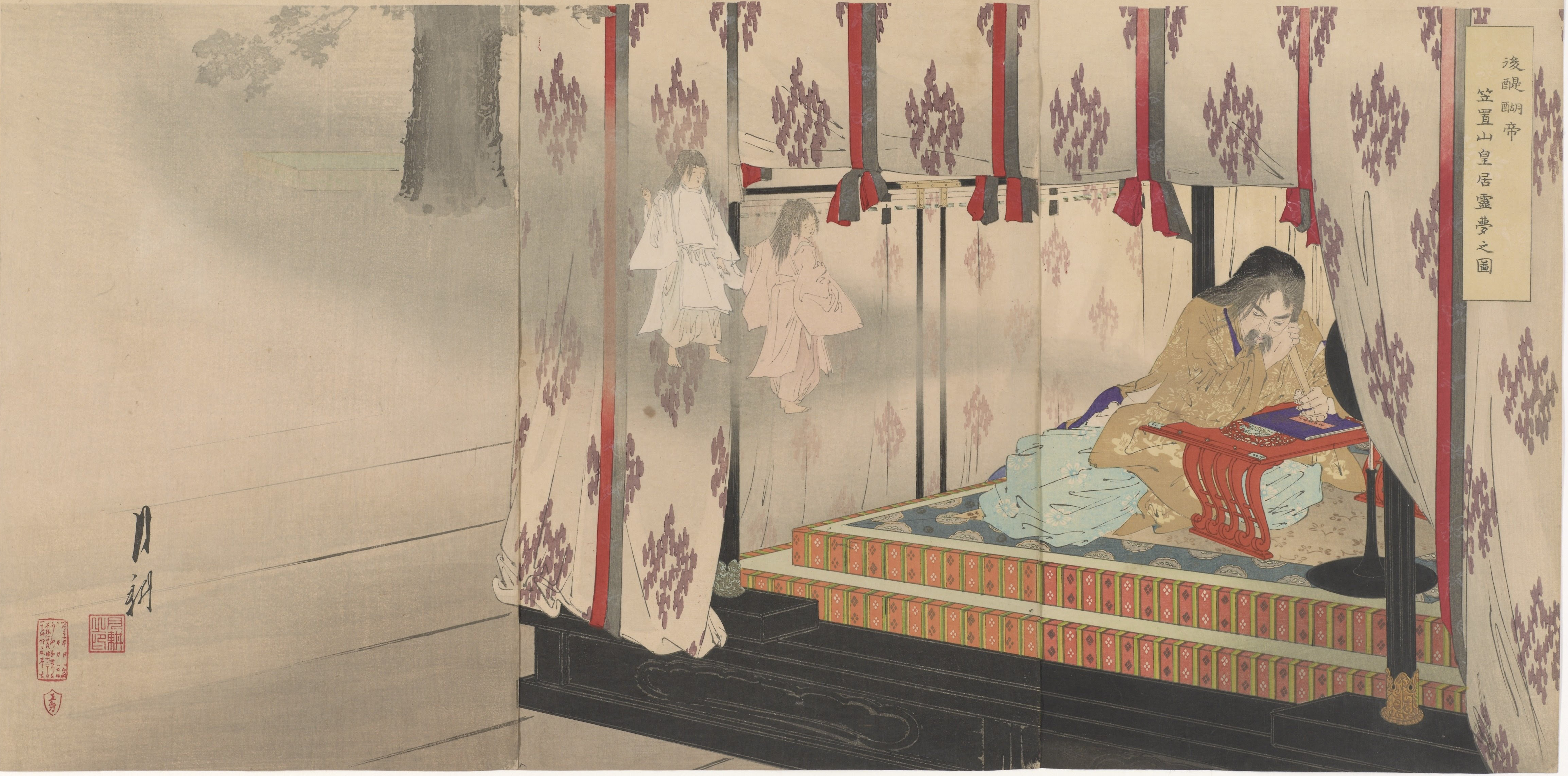
Император Го-Дайго во Дворце Касагияма в Ёсино.

В сентябре 1335 Асикага Такаудзи самовольно отправился на восток с войском и освободил Камакура. Он проигнорировал приказ Императора вернуться к Киото и в декабре того же года восстал против действующего режима. Разбив императорские войска под руководством Нитта Ёсисады в битве при Хаконэ-Такеносита, в феврале 1336 года Такаудзи вступил столицу страны. Однако его армия захватить Киото не смогла и была разбита в уличных боях. Такаудзи был вынужден бежать на запад. В городке Муроцу (современный город Тацуно префектуры Хёго) провинции Харима он вновь собрал своих родственников и полководцев с войсками, а в городке Томо (современный город Фукуяма префектуры Хиросима) провинции Этидзэн получил от прежнего императора Когена приказ свергнуть императора Го-Дайго и его правительство.
В апреле 1336 года Такаудзи разбил проимператорские силы Западной Японии в битве при Татарахама на Кюсю и отправился на восток к столице, по Внутреннему Японскому морю. В июне того же года он победил основные силы противника во главе с Кусуноки Масасигэ в битве при Минатогава и захватил Киото. Император Го-Дайго бежал в пристоличный монастырь Энрякудзи, но был силой возвращён в столицу. В ноябре его заставили отречься от власти и передать трон с монаршими регалиями новом Императору Комё. Хотя реставрация Кэмму была завершена, бывший Император Го-Дайго не хотел мириться с поражением, а потому бежал из столицы на юг, в район Ёсино, где провозгласил себя единственным легитимным Императором Японии и основал новую Южную династию. Страна вступила в эпоху существования двух династий и гражданской войны — период Намбокутё.